# Jarilinus mirabilis
Jarilinus mirabilis (лат.) — вид вымерших рептилиоморф из семейства  хрониозухид из верхнепермских отложений (верхний татарский отдел) Нижегородской и Оренбургской областей России. Типовой и единственный вид рода Jarilinus, наименование которого дано по Ярильскому оврагу — местонахождению голотипа. 

## Описание
Череп длиной до 25 см по средней линии, дермально скульптирован по ячеистому типу. Глазные орбиты широко расставлены. Основной элемент дермального скульптирования панцирных щитков — кристы. От Chroniosaurus отличается, помимо типа скульптирования черепа, отсутствием на нем скульпурных гребней, а также отсутствием пектенов на панцирных щитках.

## Систематика
Не все учёные разделяют точку зрения Голубева о выделении Chroniosuchus mirabilis в отдельный род Jarilinus, часть из них по-прежнему рассматривают это вид в роде хрониозухов.